# 24 uur van Dubai

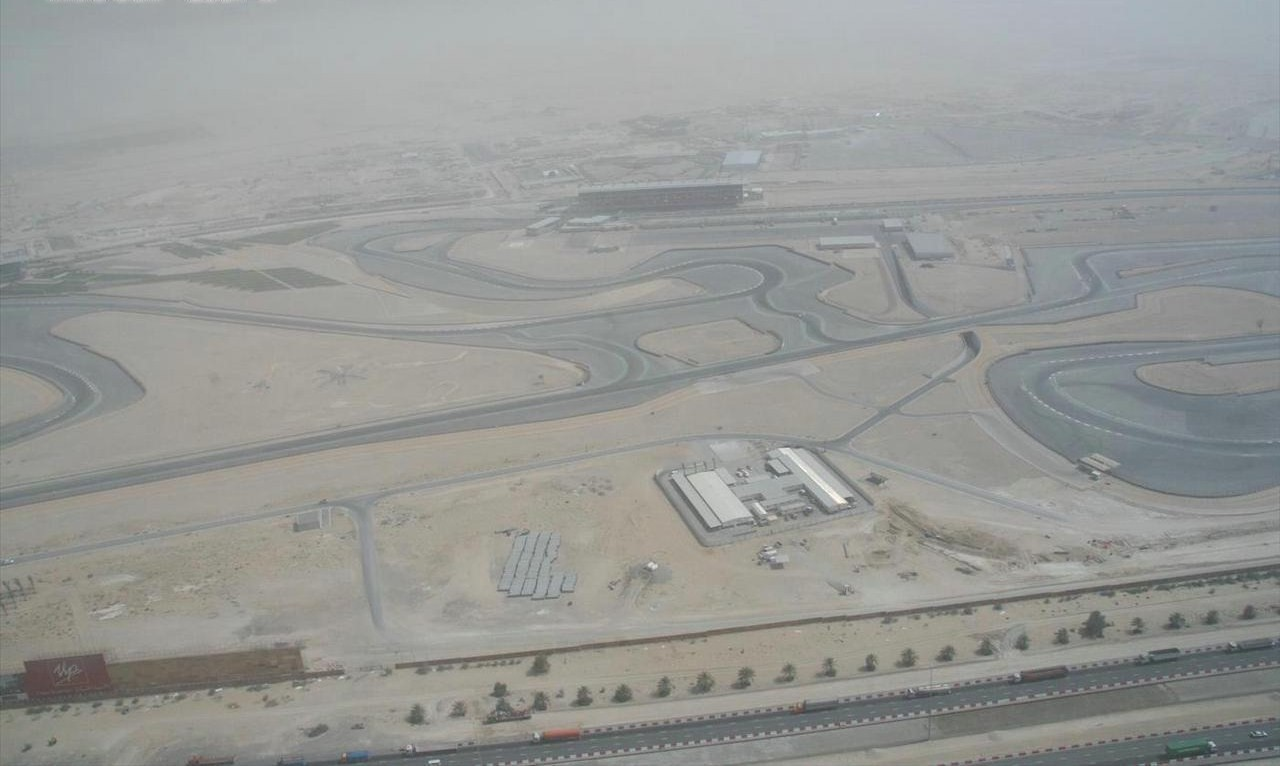
De Dubai Autodrome.

De 24 uur van Dubai is een uithoudingsrace voor sportwagens die jaarlijks in Dubai op de Dubai Autodrome gehouden wordt. De race wordt sinds 2006 georganiseerd.
De eerste twee edities werden gewonnen door Düller Motorsport met rijders Dieter Quester, Hans-Joachim Stuck, Philipp Peter en Toto Wolff in 2006 en Dieter Quester, Philipp Peter, Dirk Werner en Jamie Campbell-Walter in 2007. Quester won in 2007 op 67-jarige leeftijd. De race in 2008 werd gewonnen door het VIP Pet Foods-team van Australisch coureur Tony Quinn en zijn zoon Klark Quinn met landgenoot Jonathan Webb en Nieuw-Zeelander Craig Baird als co-rijders. De tweede plaats dat jaar ging naar het Nederlandse team van Michael Bleekemolen, Jeroen Bleekemolen, Sebastiaan Bleekemolen en Jan Lammers met hun Race Planet-Porsche 997 GT3. Op plaats drie eindigde het Belgische Delahaye Renault team met rijders Bas Leinders, Stéphane Lemeret, Gregory Franchi, Vincent Vosse en Frédéric Bouvy. In 2009 won het tweede team van het Duitse Land Motorsport team. De eerste wagen van het team viel uit na een brand. Op de tweede plaats eindigde het Al Faisal Racing team met onder meer vrouwelijk coureur Claudia Hürtgen. De kwalificaties en race van 2010 werden gehouden van 14 tot 16 januari. De vijfde editie werd gewonnen door een Frans-Duits trio in een Porsche 997 GT3.

## Winnaars
| Jaar | Rijder 1          | Rijder 2           | Rijder 3           | Rijder 4              | Auto                  | Team                |
| ---- | ----------------- | ------------------ | ------------------ | --------------------- | --------------------- | ------------------- |
| 2006 | Dieter Quester    | Hans-Joachim Stuck | Philipp Peter      | Toto Wolff            | BMW M3                | Düller Motorsport   |
| 2007 | Dieter Quester    | Philipp Peter      | Dirk Werner        | Jamie Campbell-Walter | BMW Z4                | Düller Motorsport   |
| 2008 | Tony Quinn        | Klark Quinn        | Craig Baird        | Jonathan Webb         | Porsche 997 GT3       | VIP Pet Foods       |
| 2009 | Carsten Tilke     | Gabriël Abergel    | Andrzej Dzikevic   | Niclas Kentenich      | Porsche 997 GT3       | Land Motorsport     |
| 2010 | Patrick Pilet     | Raymond Narac      | Marco Holzer       |                       | Porsche 997 GT3       | IMSA 1              |
| 2011 | Augusto Farfus    | Edward Sandström   | Claudia Hürtgen    | Tommy Milner          | BMW Z4                | Schubert Motorsport |
| 2012 | Khaled al Qubaisi | Sean Edwards       | Jeroen Bleekemolen | Thomas Jäger          | Mercedes-Benz SLS AMG | Black Falcon        |
| 2013 | Khaled al Qubaisi | Sean Edwards       | Jeroen Bleekemolen | Bernd Schneider       | Mercedes-Benz SLS AMG | Black Falcon        |